# Shulamith Firestone
Shulamith Firestone [ʃʊˈlɑːmɪθ ˈfaɪərstoʊn] (geboren 7. Januar 1945 in Ottawa; gestorben 28. August 2012 in New York City) war eine in Kanada geborene amerikanische Schriftstellerin und eine Begründerin des Radikalfeminismus in den USA. Sie gilt als eine der prominentesten und einflussreichsten Theoretikerinnen der internationalen Frauenbewegungen der 1970er Jahre. Ihr Buch The Dialectic of Sex wird bis in die Gegenwart als feministisches Grundlagenwerk diskutiert.

## Leben

### Familie und Studium
Shulamith Firestone, auch ‚Shulie‘ genannt, wurde in Ottawa als Shulamith Bath Shmuel Ben Ari Feuerstein geboren. Sie wuchs als zweites von sechs Kindern in einer orthodoxen jüdischen Familie in St. Louis und Kansas City (Missouri) auf. Ihre Mutter war aus Deutschland geflohen, ihr Vater hatte als kanadischer Soldat an der Befreiung des KZ Bergen-Belsen teilgenommen. Ihre Eltern änderten den Nachnamen in Firestone, als Shulamith noch ein Kind war. Sie studierte von 1961 bis 1963 Englisch und Geschichte an der Washington University in St. Louis und anschließend Malerei und Kunstgeschichte am Art Institute of Chicago. Nach ihrem Bachelor-Abschluss 1967 zog sie nach New York City.

### Feministischer Aufbruch
Als Firestone in Chicago studierte, war sie in Bürgerrechts- und Antikriegs-Bewegungen aktiv. Zusammen mit der Politikwissenschaftlerin Jo Freeman gründete sie die Westside Group, eine Vorgängerin der Chicago Women’s Liberation Union, die einen sozialistischen Feminismus vertrat. In New York war sie zwischen 1967 und 1970 Mitbegründerin mehrerer Gruppen der Frauenbefreiungsbewegung. Sie beteiligte sich am Aufbau der Gruppe New York Radical Women (NYRW), die in einen sozialistischen und einen radikalfeministischen Flügel aufgespalten waren. Firestone war die zentrale Figur der letzteren Gruppe. Als sich die NYRW auflöste, gründete sie zusammen mit Ellen Willis die Gruppe Redstockings. Der Begriff ist ein Neologismus, angelehnt an Blaustrümpfe als spöttischer Ausdruck für intellektuelle Frauenrechtlerinnen; Rot stand für die linke revolutionäre Ausrichtung. Bald darauf verließ sie diese Gruppe, um mit Anne Koedt The New York Radical Feminists zu gründen und gab das erste feministische Magazin der USA mit heraus. Die Gruppe traf sich regelmäßig zum consciousness-raising (Bewusstseinsbildung), eine Methode, bei der ausgehend vom Subjekt die eigene Biografie als Kette von Situationen erinnert und reflektiert wird. Daraus entstehe ‚Betroffenheit‘, die intersubjektiv werde, wenn sie mit der Betroffenheit anderer Frauen übereinstimmt. Themenschwerpunkte waren Sexualität, Vergewaltigung, sexueller Missbrauch, Lesbianismus, Mutterschaft, das Verhältnis von Geschlecht und Klasse. 1968/69 schrieb Firestone mehrere kritische Essays über die Frauenbewegung in den USA.

### Frauenbefreiung und sexuelle Revolution
Ihre radikalen Thesen zum Zusammenhang von Frauenbefreiung und sexueller Revolution hatte sie schon häufig vorgetragen, bevor sie 1970 mit ihrem Buch The Dialectic of Sex: The Case for Feminist Revolution (deutsch: Frauenbefreiung und sexuelle Revolution, 1975), erst 25 Jahre alt, zur Bestsellerautorin wurde. Ihre Analyse widmete sie Simone de Beauvoir, ging jedoch über Beauvoir hinaus, indem sie stärker als diese eine feministische Programmatik für die Verwirklichung einer befreiten Gesellschaft propagierte. Im Rückgriff auf Marx und Engels betrachtete sie die Geschichte der Menschheit als Geschichte von Kämpfen zwischen den Geschlechtern. Firestone rief die Frauen dazu auf, die Kontrolle über die Reproduktion in Besitz zu nehmen. Es sei inzwischen technisch möglich, die Reproduktion der Menschheit nicht länger nur durch natürliche, sondern auch durch künstliche Fortpflanzung sicherzustellen. Dies erlaubte, die „Tyrannei der biologischen Familie“ zu zerschlagen und die Entfaltungsmöglichkeiten von Frauen
zu vergrößern. Wie es Ziel der sozialistischen Revolution sei, nicht nur die „ökonomischen Klassenprivilegien“ abzuschaffen, sondern die „Klassenunterschiede“ schlechthin, müsse am Ende der feministischen Revolution „nicht einfach die Beseitigung männlicher Privilegien, sondern der Geschlechtsunterschiede“ stehen und die Schaffung einer androgynen Kultur, in der alle sexuellen Dualismen überwunden werden. Unter den Bedingungen einer befreiten Gesellschaft könnten sich, so Firestones Hoffnung, „menschliche Beziehungen nur positiv verändern“.
Das Buch gilt bis in die Gegenwart als feministisches Grundlagenwerk und wird unter anderen von amerikanischen feministischen Autorinnen der neuen Generation, wie Kathleen Hanna, Naomi Wolf oder Jennifer Baumgardner, zitiert.

### Rückzug in den 1970er Jahren
Im Laufe der 1970er Jahre zog sich Shulamith Firestone von der Politik und aus dem öffentlichen Leben zurück und konzentrierte sich auf die Malerei. Firestone litt schon länger an Schizophrenie. Nach Aufenthalten in einer psychiatrischen Klinik veröffentlichte sie 1998 unter dem Titel Airless Spaces eine Sammlung von Kurzgeschichten, eine fiktionale Chronik ihres späteren Lebens. Sie schrieb in der dritten Person über ihre eigenen Erfahrungen.
In den letzten Jahrzehnten lebte sie allein. Am 28. August 2012 wurde Shulamith Firestone tot in ihrer Wohnung in East Village, Manhattan, aufgefunden. Sie starb nach Auskunft ihrer Schwester Miriam Tirzah Firestone eines natürlichen Todes. Die Trauerfeier fand in der St. Mark’s Church in der Bowery statt. Die dort gehaltenen Reden von Weggefährtinnen Firestones, darunter Jennifer Baumgardner, Chris Kraus, Ti-Grace Atkinson, Kate Millett, Phyllis Chesler, veröffentlichte das New Yorker Kulturmagazin n+1 unter dem Titel In Memoriam. On Shulamith Firestone. Susan Faludi schrieb für die Zeitschrift The New Yorker einen biografischen Essay mit dem Titel Death of a Revolutionary (Tod einer Revolutionärin).

## Filmporträt
Während ihres Kunststudiums in den 1960er Jahren entstand ein Dokumentarfilm über sie, der zunächst nicht veröffentlicht wurde. Er porträtierte Firestone als unbekannte Studentin, die beim Malen über ihr Leben als junge Frau spricht. Der Film zeigte auch die für sie demütigende Kritik ihrer künstlerischen Arbeit durch männliche Professoren. In den neunziger Jahren entdeckte die experimentelle Filmemacherin Elisabeth Subrin den Film wieder. Für ihre erweiterte Version von 1997 unter dem Titel Shulie setzte sie Schauspieler ein, die nach Originaldokumenten und an denselben Schauplätzen auf 30 Jahre soziale Entwicklung in den USA und die Entstehung des Second-Wave-Feminismus zurückblicken. Der Film wurde u. a. auf dem New York Film Festival, im Museum of Modern Art, im Guggenheim Museum und der Whitney Biennial gezeigt.

## Veröffentlichungen
- The Dialectic of Sex. The Case for Feminist Revolution, Kanada, 1970.
  - Frauenbefreiung und sexuelle Revolution, Übersetzung von Gesine Strempel, deutsche Erstausgabe, Fischer TB, Frankfurt am Main 1975, ISBN 978-3-436-01935-8.
  - daraus: Nieder mit der Kindheit!, in: Kursbuch 34, Schwerpunkt „Kinder“, Rotbuch, Berlin 1973 (Dezember), S. 1–24[18]
- Airless Spaces, Semiotext(e), Los Angeles 1998, ISBN 978-1-57027-082-6

## Rezeption in Literatur
- Mandy Merck, Stella Sandford (Hrsg.): Further Adventures of the Dialectic of Sex: Critical Essays on Shulamith Firestone, Palgrave 2010, ISBN 978-0-230-10029-9
  - daraus: Tim Fisken: Technology, Nature and Liberation: Shulamith Firestone’s Dialectical Theory of Agency, pdf
- Claudia Wiesemann: Grenzfälle der Bioethik oder: was haben Jürgen Habermas und Shulamith Firestone gemein? In: Jahrbuch für Recht und Ethik, Band 15/2007, Duncker & Humblot, Berlin, ISSN 0944-4610, S. 67–83
- Susan Faludi: Tod einer Revolutionärin. Shulamith Firestone und die Frauenbewegung der siebziger Jahre. In: Mittelweg 36, Band 23, Heft 3/2014, ISSN 0941-6382, S. 5–29.
- Barbara Holland-Cunz: Die umstrittenste Klassikerin der Anfangszeit: Shulamith Firestones Analyse zur „Natur“ des Patriarchats (Unterkapitel von Theoriegeschichtsvergessenheit als Intention und Prinzip. Rassismusanalysen in der feministischen Gesellschaftstheorie der 1970er Jahr). In: Vojin Saša Vukadinović (Hrsg.): Rassismus. Von der frühen Bundesrepublik bis zur Gegenwart, De Gruyter, Oldenbourg 2022, ISBN 978-3-11-070266-8, S. 252–255.